# Автомобільна промисловість у Фінляндії
Автомобільна промисловість Фінляндії — галузь економіки Фінляндії.

## Огляд

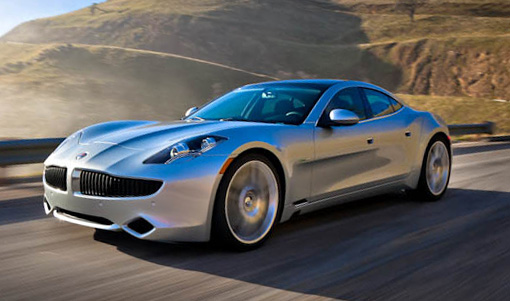
Fisker Karma (2011—2012)

Хоча Фінляндія ззалежить від імпорту автомобілів та інших транспортних засобів, проте має власну (хоча й невелику) автомобільну промисловість, яка включає виробництво автомобілів Valmet Automotive, вантажівок Sisu та автобусів різних виробників.  Крім того, у Фінляндії виробляються автобуси (наприклад, Kiitokori), військові машини, а також машини швидкої допомоги та пожежні машини. У Фінляндії також виробляється інша колісна техніка, така як трактори, лісозаготівельна техніка, зернозбиральні комбайни, вилкові навантажувачі, гірничодобувна техніка та контейнерні маніпулятори. Автомобілі також імпортувалися по частинах та складалися у Фінляндії (наприклад, Ford Y, Volkswagen 1200 L).
Першим, хто експериментував з масовим виробництвом автомобілів у Фінляндії, був інженер з Хельсінкі Пааво Йоганнес Хейккіля, під керівництвом якого в 1922 році було побудовано чотири автомобілі Finlandia. У 1925 році компанія Oy. W. Rosenlew Ab замовила 100 автомобілів Ford Model T, які прибули в розфасованому вигляді та були складені на території Pori Engineering Works Oy, де зараз працює завод з виробництва зернозбиральних комбайнів Sampo Rosenlew.
Завод Valmet Automotive в Уусікаупункі виробляє понад 100,000 автомобілів щорічно. Наразі це Mercedes-Benz A та Mercedes-AMG GT 4-Door Coupé.

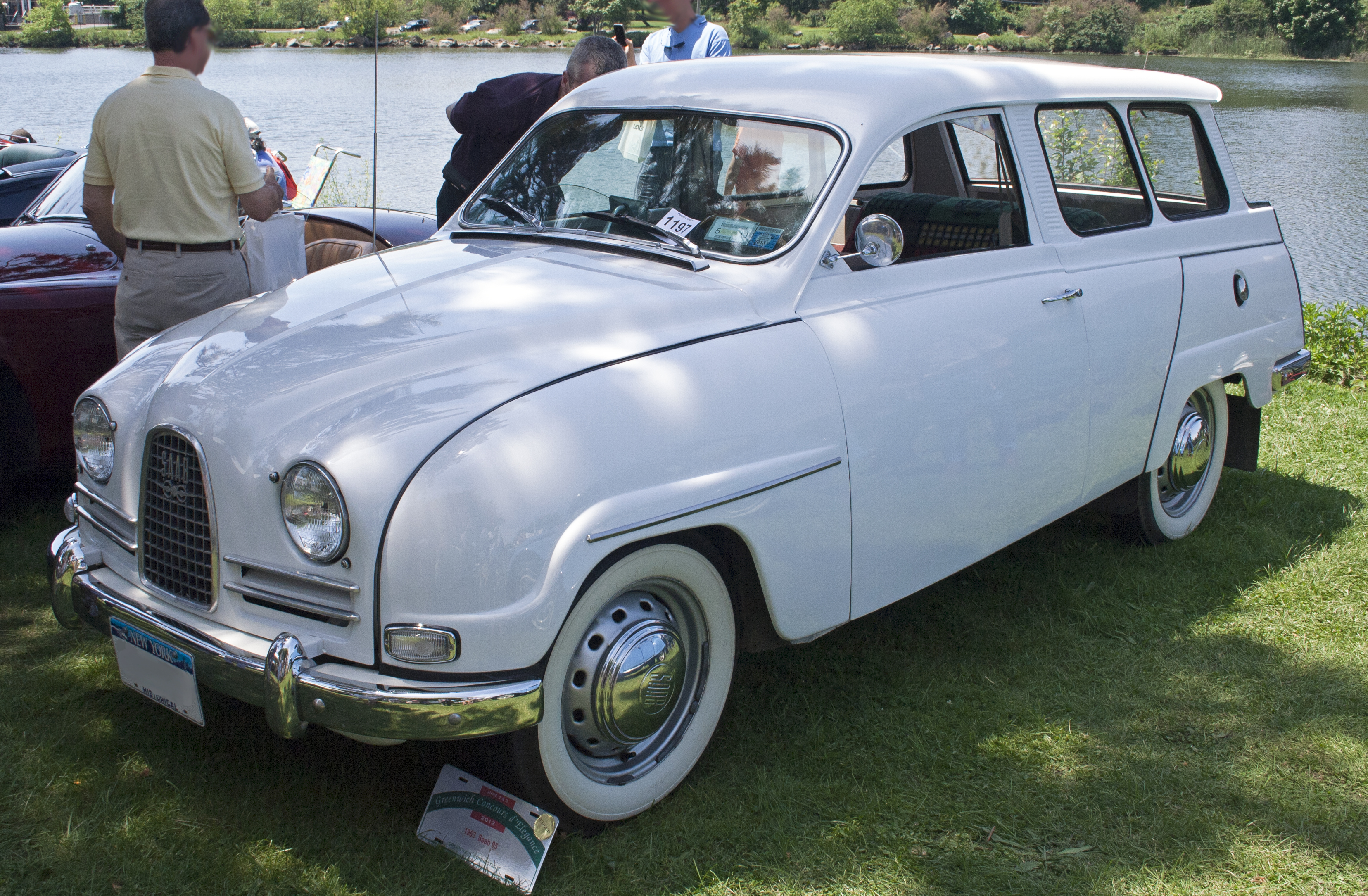
Saab 95 (1959–1978)
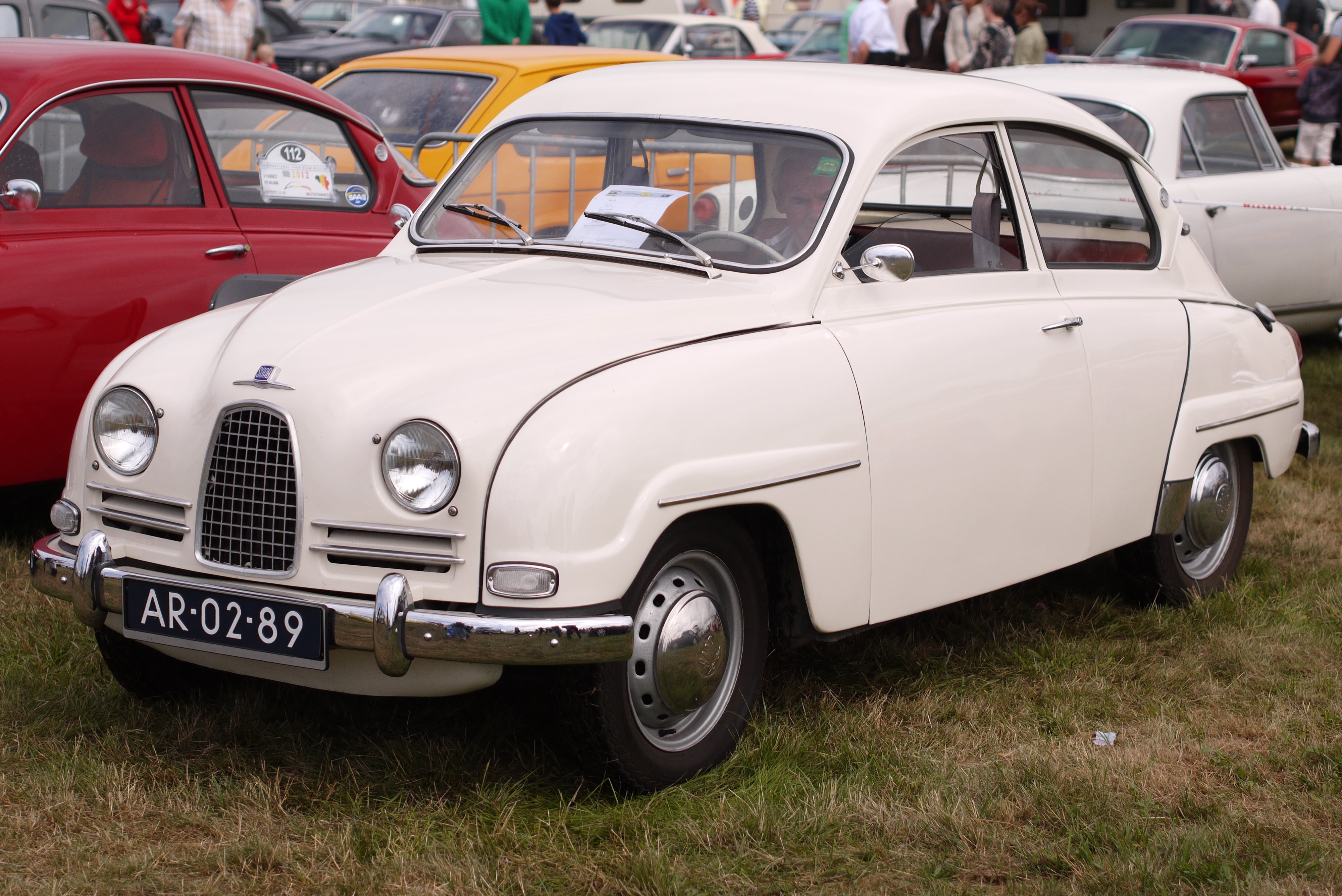
Saab 96 (1960–1980)
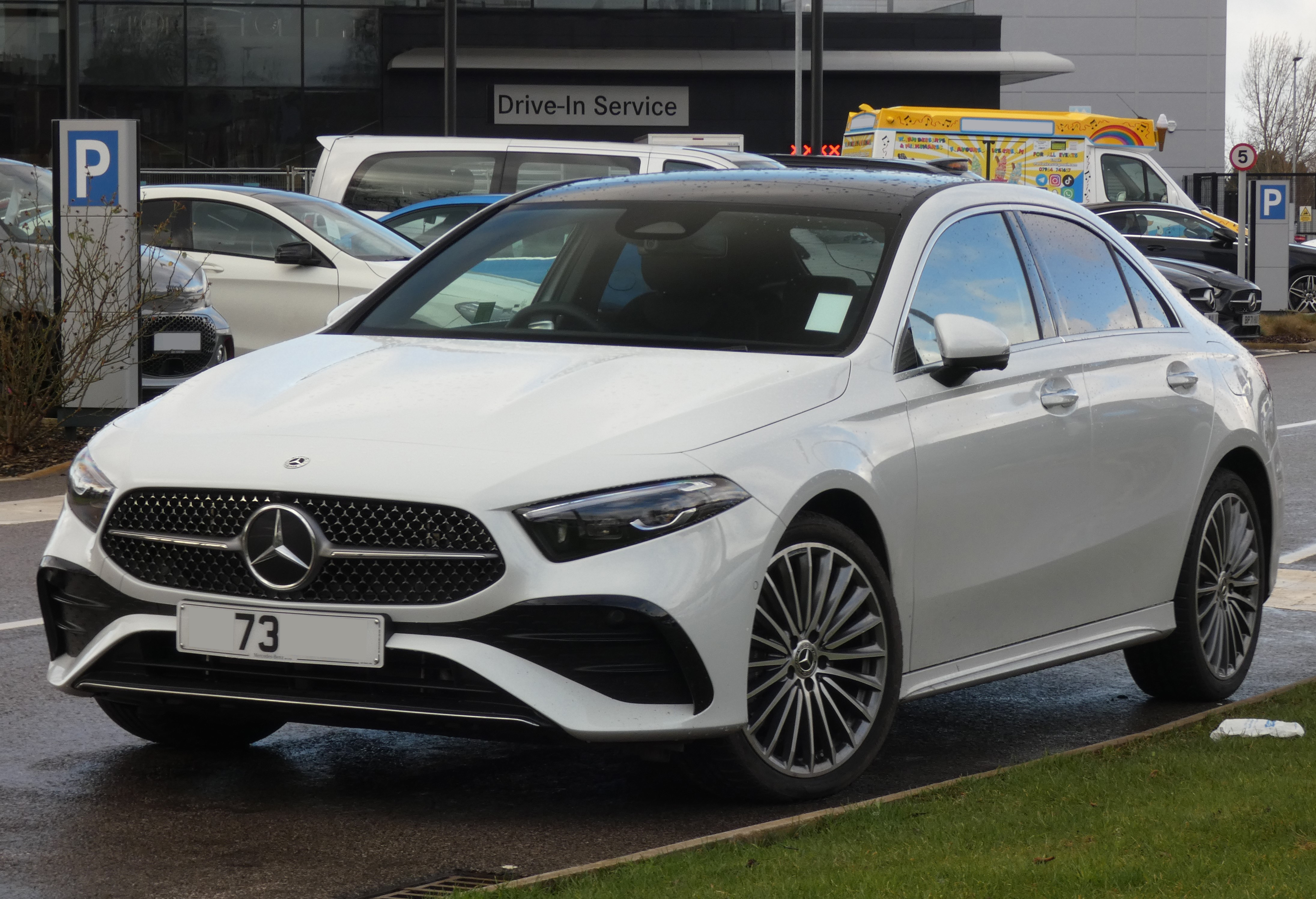
Mercedes-Benz A (2018—донині)
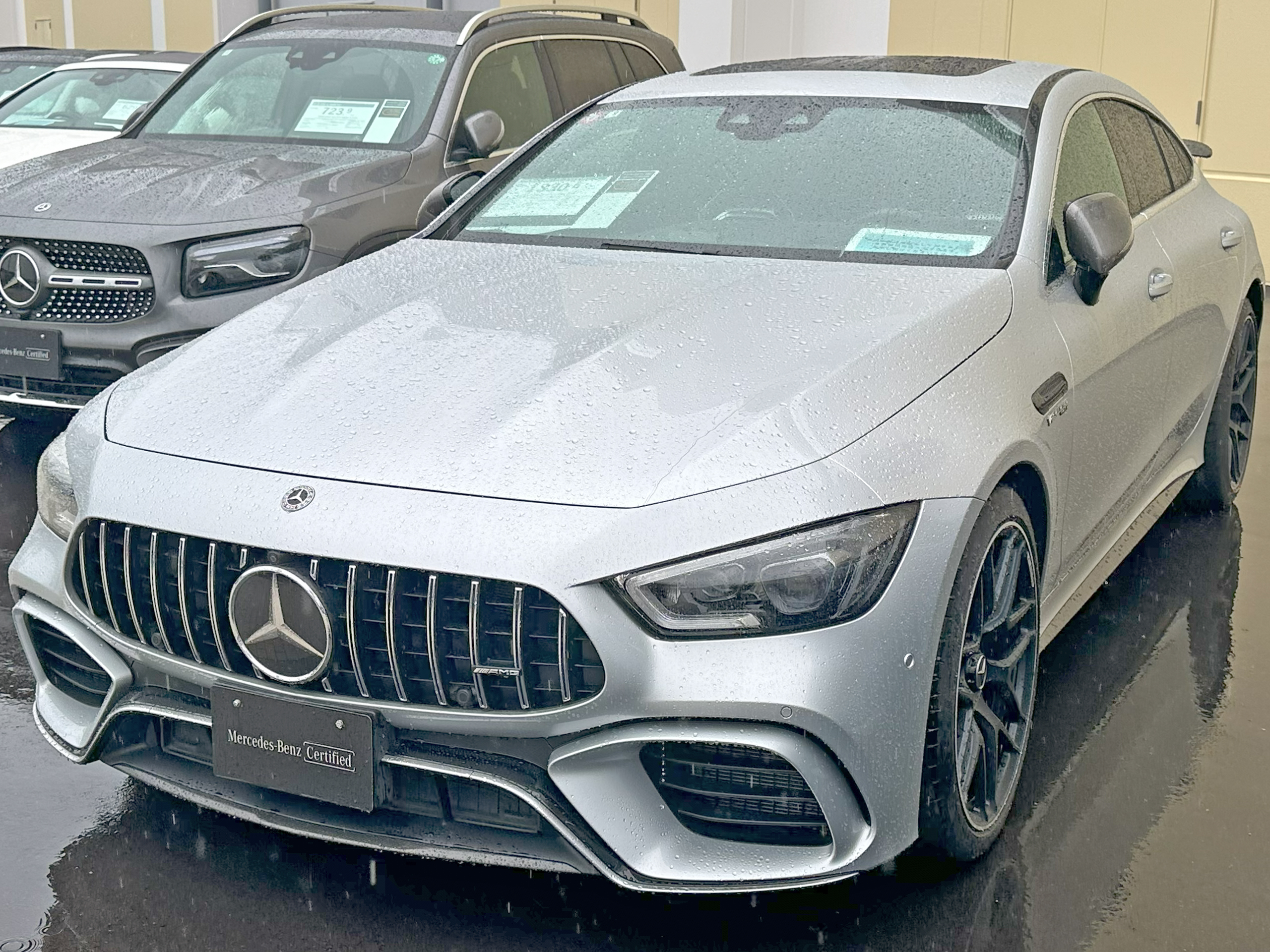
Mercedes-AMG GT 4 (2019—донині)

## Виробники

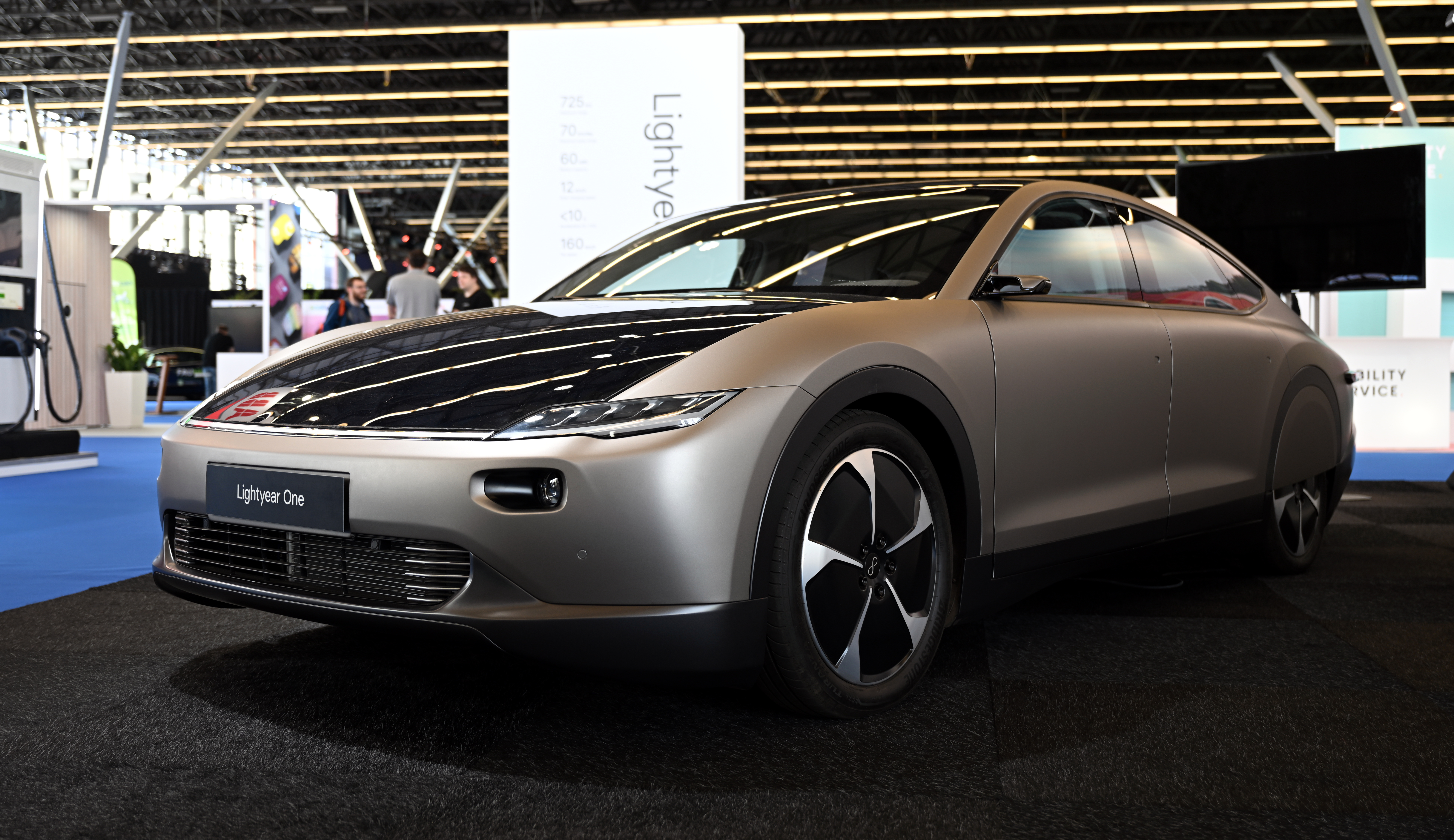
Lightyear 0 (2022—2023)

### Активні виробники
- Kalmar Industries
- Patria
- Sisu Auto
- Solifer
- Tunturi
- Valmet Automotive

### Неактивні виробники
- Elcat Electric Vehicles
- Finlandia
- Uusi Autokoriteollisuus
- Vanajan Autotehdas

## Обсяг виробництва за роками
У 2019 році було вироблено 114,785 автомобілі, таким чином він став піковим для автомобільної промисловості Фінляндії.

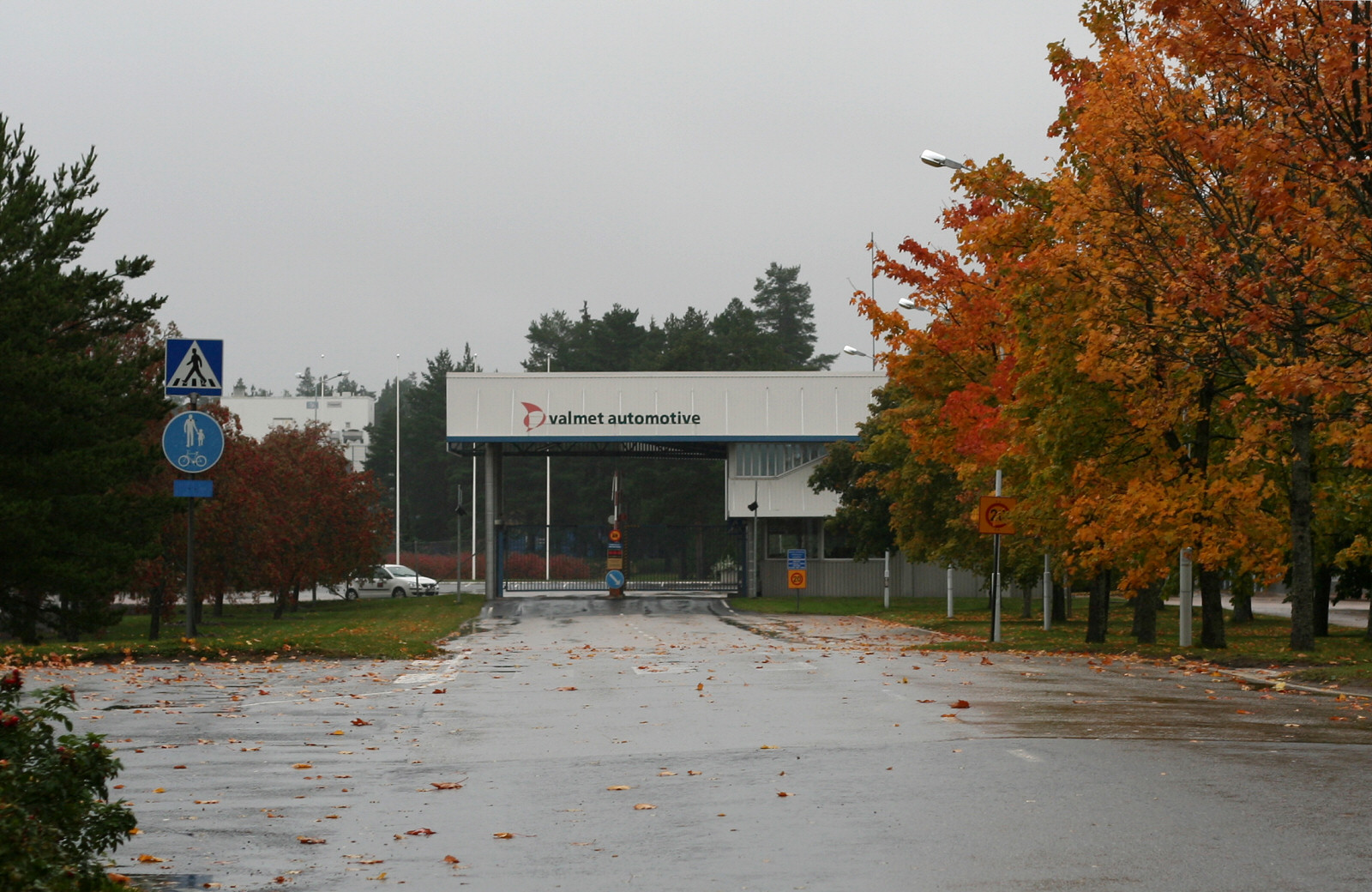
Прохідна заводу Valmet Automotive

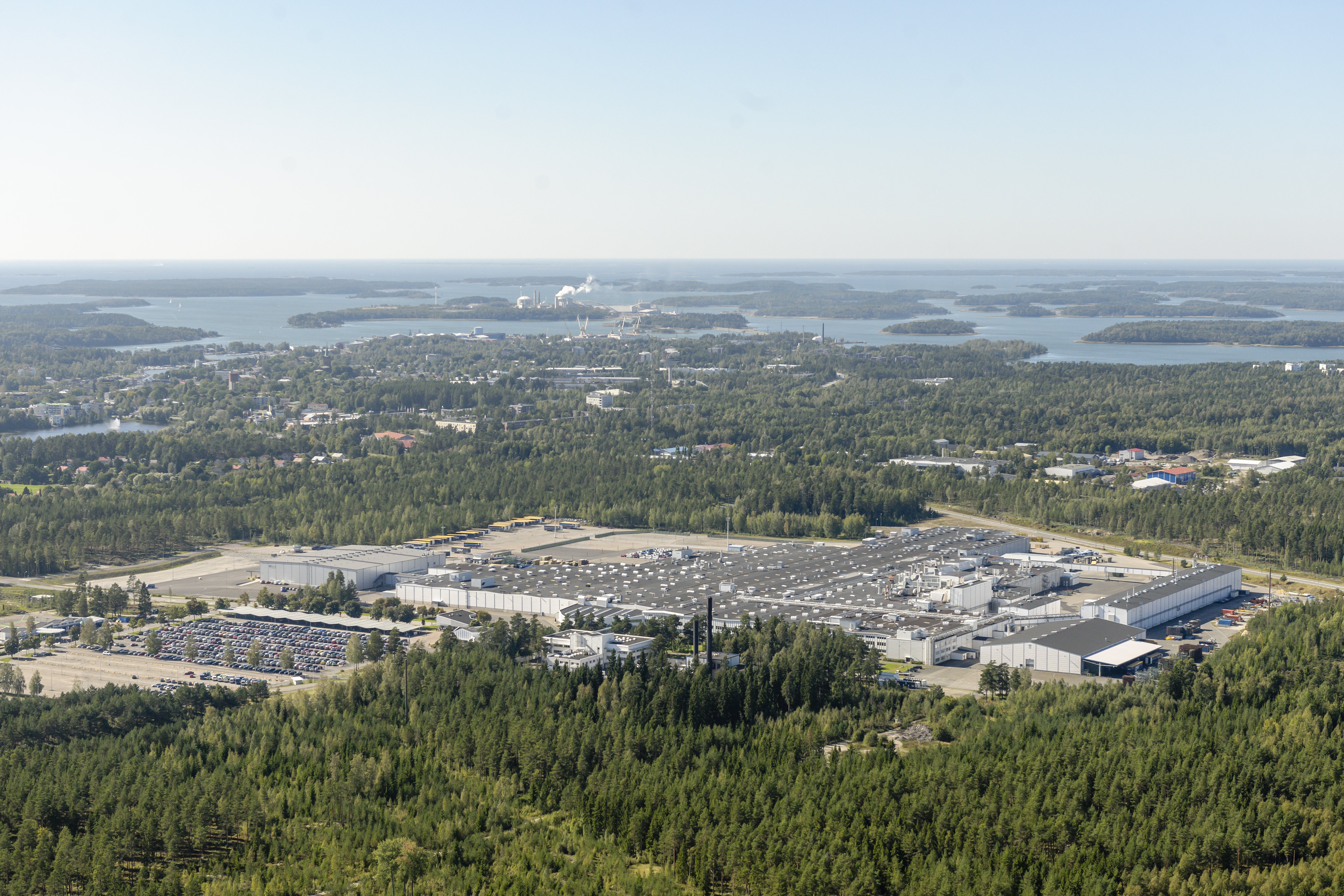
Завод Valmet Automotive з висоти

| Рік  | Обсяг виробництва |
| ---- | ----------------- |
| 2000 | 38,926            |
| 2005 | 21,644            |
| 2010 | 6,665             |
| 2011 | 2,540             |
| 2012 | 2,900             |
| 2013 | 7,703             |
| 2014 | 45,035            |
| 2015 | 69,053            |
| 2016 | 55,280            |
| 2017 | 91,598            |
| 2018 | 112,104           |
| 2019 | 114,785           |
| 2020 | 86,270            |
| 2021 | 93,172            |
| 2022 | 73,044            |
| 2023 | 30,191            |
| 2024 | 22,384            |